# Argoravinia alvarengai
Argoravinia alvarengai är en tvåvingeart som beskrevs av Guilherme A.M.Lopes 1976. Argoravinia alvarengai ingår i släktet Argoravinia och familjen köttflugor. Inga underarter finns listade i Catalogue of Life.